# Exallopus pentadiaphorus
Exallopus pentadiaphorus är en ringmaskart som beskrevs av Hilbig 1991. Exallopus pentadiaphorus ingår i släktet Exallopus och familjen Dorvilleidae. Inga underarter finns listade i Catalogue of Life.